# Происхождение народа лангобардов
«Происхожде́ние наро́да лангоба́рдов» (лат. Origo gentis Langobardorum) — небольшое анонимное сочинение, являющееся одним из основных источников по ранней истории лангобардов. Составлено во второй половине VII века (возможно, не ранее 668 года и не позднее 691 года, даты смерти последнего упоминаемого в «Происхождении народа лангобардов» короля — Бертари) и включено в качестве пролога в свод законов короля Ротари.
Сочинение дошло до наших дней в составе трёх рукописей IX—XI веков:
1. Modena, Biblioteka Capitolare 0.1.2 (IX век).
2. Cava de’Tirreni, Archivo della Badia 4 (XI век).
3. Madrid, Biblioteca Nacionale 413 (первая половина XI века).

## Характеристика
«Происхождение народа лангобардов» — основной собственно лангобардский источник по истории этого народа до завоевания им Апеннинского полуострова и первым годам существования Лангобардского королевства. Все остальные историки, описывавшие древнюю историю лангобардов, использовали это сочинение как главный источник своей информации (Павел Диакон в своей «Истории лангобардов» прямо говорит о использовании им «Происхождения народа лангобардов»).
Сочинение составлено на основе устных преданий и генеалогий лангобардов. В своей первой (более подробной) части (главы 1—5) оно повествует о переселении лангобардов с севера (вероятно из Скандинавии) в Паннонию и первых годах после вторжения в Италию. Во второй части (главы 6—7, описывающие события от смерти короля Альбоина) «Происхождение народа лангобардов» является почти только перечислением правивших королей лангобардов до Бертари включительно.
Между 807 и 810 годами для короля Италии Пипина «Происхождение народа лангобардов» было переработано и дополнено в про-Каролингском духе (так называемая «Historia langobardorum Codicis Gothani», сохранившаяся в Codex Gothanus 84).

## Содержание
Начинается источник с фразы «Именем господа нашего, Иисуса Христа!», что указывает на то, что составитель был христианином. Однако далее идет пересказ языческой легенды о битве вандалов и винилов, перед которой вандалы молились Одину, а винилы — его жене Фрейе. Один решил отдать победу тому народу, который первым увидит при восходе солнца. Фрейя посоветовала винилам и их женщинам прийти на поле боя перед восходом, при этом женщины должны были «счесать свои волосы вперед на манер бород». Увидев их, Один спросил, «кто эти длиннобородые?» и дал им победу. После этого винилы поменяли название племени на лангобарды (что означало «длиннобородые»). Автор «Происхождения» не высказывает критических замечаний об этой легенде, в отличие от Павла Диакона, который пересказал её в своей книге, но снабдил пренебрежительным комментарием.
Изложение этой легенды достаточно подробно и занимает почти половину документа. Далее идет гораздо более сжатое изложение, в основном состоящая из перечисления королей, их побед и продолжительности правления. Первыми вождями лангобардов называются братья Ибор и Айо с их матерью Гамбарой, которые правили вместе. О пребывании в Паннонии говорится, что привел лангобардов туда король Аудоин и что находились они в этой земле сорок два года. Сын Аудоина, Альбоин, привел свой народ в Италию.
После смерти короля Клефа было правление герцогов: «властвовали двенадцать герцогов над лангобардами и не имели короля», затем избрали сына Клефа. Последний упомянутый в источнике король — Бертари (начал править в 661 году).

## Издания
На латинском языке:
- Origo gentis Langobardorum. — Monumenta Germaniae Historica. Scriptores Rerum Langobardicarum et Italicarum. — Hannover: Impensis Bibliopolii Hahniani, 1878. — P. 1—6. — 636 p.
- Historia langobardorum Codicis Gothani. — Monumenta Germaniae Historica. Scriptores Rerum Langobardicarum et Italicarum. — Hannover: Impensis Bibliopolii Hahniani, 1878. — P. 7—11. — 636 p.

На русском языке:
- Трактат о происхождении лангобардов. — Хроники длинноволосых королей. — СПб.: Азбука-классика, 2004. — С. 248—252. — 352 с. — ISBN 5-352-00705-7.
- Происхождение народа лангобардов. Восточная литература. Дата обращения: 16 апреля 2011.